# Heteroglenea glechoma
Heteroglenea glechoma är en skalbaggsart som först beskrevs av Francis Polkinghorne Pascoe 1867.  Heteroglenea glechoma ingår i släktet Heteroglenea och familjen långhorningar.
Artens utbredningsområde är:
- Filippinerna.
- Taiwan.

Inga underarter finns listade i Catalogue of Life.